# XX. Parteitag der KPdSU
Der XX. Parteitag der KPdSU (20. Parteitag der KPdSU) vom 14. bis zum 25. Februar 1956 in Moskau war ein Wendepunkt in der Geschichte der Sowjetunion und der kommunistischen Welt. Es war der erste nationale KPdSU-Parteitag nach dem Tod des Diktators Josef Stalin am 5. März 1953. Dessen Nachfolger Nikita Chruschtschow machte dort mit einer fünfstündigen Geheimrede einige von Stalins Verbrechen, vor allem die „Säuberungen“ der 1930er Jahre an kommunistischen Parteimitgliedern, bekannt und verurteilte sie. Er wollte die KPdSU so auf eine Entstalinisierung vorbereiten und Handlungsspielraum für eine vorsichtige Reformpolitik gewinnen.

## Vorgeschichte
Die Bevölkerung der Sowjetunion hatte „Väterchen Stalin“ als den Sieger im „Großen Vaterländischen Krieg“ gegen das nationalsozialistische Deutschland stark verehrt. Zugleich war im ganzen Ostblock seit Stalins Tod Unruhe in den mit der KPdSU verbündeten Parteien eingetreten. Sie erhofften sich nun vielfach mehr Unabhängigkeit und Eigenständigkeit. Vor allem der gewaltsam niedergeschlagene Aufstand des 17. Juni 1953 hatte dem Politbüro die Notwendigkeit von Reformen deutlich gemacht, um der Gefahr einer revolutionären Absetzbewegung in den Satellitenstaaten der Sowjetunion zu begegnen.
Mit seiner Rede verfolgte Chruschtschow zwei Hauptabsichten: Er wollte innenpolitisch die KPdSU mit Stalins Verbrechen konfrontieren, um so eine Reformpolitik einleiten zu können, und außenpolitisch als Überwinder des Stalinismus erscheinen, um die Ostblockstaaten umso stärker an Moskau zu binden und die Akzeptanz ihrer Parteiführungen und Bevölkerungen dafür zu gewinnen. Dabei setzte er gemäß der seit Lenins Fraktionsverbot eingeleiteten strukturellen Festschreibung des Demokratischen Zentralismus auf eine Parteireform durch eine vom Politbüro gesteuerte Parteidiskussion ohne wirkliche Meinungsfreiheit.
In monatelangen streng geheimen Vorbereitungen hatte Chruschtschow das KGB angewiesen, Dokumente über Stalins Verbrechen zu sammeln und darüber Berichte anzufertigen. Dabei achtete er sorgfältig darauf, dass seine eigene Verstrickung in den Stalinismus vertuscht wurde, denn er war bis zu Stalins Tod dessen treuer Gefolgsmann gewesen und verdankte dieser Haltung seinen Aufstieg in der KPdSU. Er selbst hatte dabei Parteigenossen denunziert und so dem Gulag ausgeliefert.
Chruschtschow hatte nur die engsten Vertrauten in seinen Plan eingeweiht und setzte bewusst auf eine Schocktherapie für die Delegierten. Erst nach längeren Diskussionen konnte er im Politbüro durchsetzen, dass die schon länger vorliegenden Ergebnisse einer Untersuchung der Stalinschen Verbrechen den Delegierten dargestellt werden durften. Nach seiner Auffassung war nur durch Abwendung vom Personenkult um Stalin eine politische und soziale Weiterentwicklung des Landes möglich.

## Verlauf des Parteitags
Gemäß seinem Plan eröffnete Chruschtschow den Parteitag mit einer Rede, die Stalins Verdienste für die Sowjetunion hervorhob und die Kontinuität der jetzigen Politik mit seinen Zielen betonte. Am 18. Februar ließ er seinen Agrarminister in einer kritischen Rede über Stalins Personenkult die Stimmung der Delegierten testen. Diese reagierten erwartungsgemäß negativ auf die moderate und formale Kritik, ahnten nun aber, dass eine Kursänderung im Politbüro geplant sein musste.
Am 25. Februar, dem Tag vor dem Abschluss des Parteitags, ab 10:00 Uhr vormittags hielt Chruschtschow dann seine lange vorbereitete Geheimrede Über den Personenkult und seine Folgen hinter verschlossenen Türen. Alle Journalisten und Gäste, die nicht der Partei angehörten, waren ausgeschlossen und alle Aufzeichnungen – auch die sonst üblichen Tonbandaufnahmen – streng verboten. Er belehrte die Parteimitglieder darüber, dass Stalin mit seinem ideologischen Kurs schwere „Irrtümer“ begangen habe. Er berichtete ihnen über die Massenmorde der 1930er Jahre an Kommunisten der ersten Generation, die die Oktoberrevolution mitgetragen hatten. Er kündigte an, eine Liste stalinscher Verbrechen zu veröffentlichen, die bisher von der Sowjetunion geleugnet worden waren. Von den Arbeitslagern und den weitaus größeren Massenmorden im Verlauf der Zwangskollektivierung an russischen Bauern und orthodoxen Priestern schwieg er jedoch ebenso wie von Verbrechen der Roten Armee während des Zweiten Weltkriegs und danach. Er legte besonderen Wert darauf, dass die Kritik allein auf Stalin und nicht auf das sowjetische System bezogen würde. Seine Rede legte trotz der ihm bekannten vorbereitenden Archivstudien des KGB nahe, die Hauptstoßrichtung der stalinistischen Verbrechen habe sich gegen die Eliten in Partei, Wirtschaft und Armee gerichtet. In Bezug auf die Opferzahlen waren die so genannten „Massenoperationen“ jedoch um ein Mehrfaches bedeutender. Sie richteten sich gegen Angehörige sozialer Gruppen, die als Risikofaktoren, als fremde Volksfeinde galten. Hunderttausende dieser Personen wurden entweder erschossen, in der Haft umgebracht oder in die Lager des Gulag eingewiesen.
Zuhörer berichteten nach 1989, das Publikum habe die Rede in völligem Schweigen und mit lähmendem Entsetzen aufgenommen. Niemand habe gewagt, seinen Nachbarn anzublicken. Es habe keine Aussprache gegeben. Jede mündliche oder schriftliche Weitergabe des Gehörten wurde den Delegierten untersagt.

## Veröffentlichung
Am 5. März entschied Chruschtschow, da die Rede allmählich durchsickerte, ihre wesentlichen Inhalte schriftlich allen sowjetischen Parteimitgliedern zugänglich zu machen. 18 Millionen Sowjetbürger erfuhren erstmals, dass ihr Idol ein Massenmörder gewesen war. Dies löste bei vielen einen tiefen Schock und auch Misstrauen gegen Chruschtschow aus. Dieser hatte sogar mit einem Putsch zu seiner Absetzung gerechnet.
Die westlichen Regierungen hatten nur vage Gerüchte über die Geheimrede gehört und bemühten sich über ihre Geheimdienste intensiv, den vollen Wortlaut zu erhalten. Dazu wurden Gerüchte über eine Belohnung von einer Million Dollar ausgestreut. Der polnische Journalist Wiktor Grajewski, der mit einer der Sekretärinnen von Edward Ochab, dem neuen Chef der Polnischen Vereinigten Arbeiterpartei (PZPR) befreundet war, erhielt von ihr das Originalmanuskript für einige Stunden und leitete eine unvollständige Kopie davon der israelischen Botschaft in Warschau zu. Der Mossad gab die Information an die CIA weiter. Nachdem diese den Redetext geprüft und als authentisch erkannt hatte, gab sie den Erhalt als ihren eigenen Erfolg aus und zahlte keine Belohnung aus. Nur der Mossad dankte Grajewski 30 Jahre später mit einer Urkunde.
Im damaligen Stadium des Kalten Krieges versuchte die US-Regierung dann, aus ihrer Kenntnis möglichst große Vorteile zu ziehen. Man beriet, ob man den erhaltenen Text ganz oder nur teilweise mit bewusst manipulativen Auszügen veröffentlichen solle, um die osteuropäischen Kommunisten zu verunsichern und die sowjetische Führung zu destabilisieren. US-Präsident Dwight D. Eisenhower entschied sich für eine volle Bekanntgabe. Diese erfolgte zuerst in der New York Times, dann von westlichen Sendern aus auch in den Ostblock, darunter dem Sender Freies Berlin, am 21. Juni 1956. Obwohl der komplette Text erst 1989 veröffentlicht wurde, hatte die Bekanntmachung 1956 gravierende Folgen, vor allem für Polen und Ungarn.

## Wirkungen
Die von Chruschtschow selbst veröffentlichten Redeinhalte leiteten in der Sowjetunion zunächst eine Teilamnestie für unter Stalin als Zwangsarbeiter inhaftierte ehemalige KPdSU-Mitglieder ein. Sie wurden entlassen mit der strengen Auflage des KGB, nichts über ihre Erlebnisse zu berichten. Viele von den traumatisierten Häftlingen der Gulags, die sich vergeblich eine neue Zuwendung und Offenheit erhofft hatten, erhielten keine staatliche Unterstützung und fanden nicht ins gesellschaftliche Leben zurück. Vielen Parteikommunisten wiederum galt der 20. Parteitag als Beginn eines Revisionismus, also einer Abkehr von den Grundprinzipien des Marxismus-Leninismus und damit als Beginn des allmählichen Zerfalls des Realsozialismus.
In den Ostblockstaaten kam es nach der Bekanntmachung der Rede durch westliche Radiosender zunächst zur sogenannten Tauwetter-Periode. Die Reformflügel der Kommunistischen Ostblockparteien sahen sich ermutigt, ihre Vorstellungen offener zu vertreten.
In der DDR distanzierte sich auch Walter Ulbricht nach seiner Rückkehr aus Moskau im März 1956 von Stalin. Im Neuen Deutschland erklärte er am 4. März: „Zu den Klassikern des Marxismus kann man Stalin nicht rechnen.“ Er betonte nun, die SED brauche keine Entstalinisierung, da ihre Mitglieder ohnehin keine Stalinisten seien. Obwohl Ulbricht in der DDR und in Moskau unbeliebt war, stützte Chruschtschow ihn weiter, da er bei einer Destabilisierung der Parteiführung einen erneuten Volksaufstand wie den vom 17. Juni 1953 fürchtete. Trotzdem diskutierte man in der SED intern über die Bedeutung der Rede für ihren Kurs. Für jüngere Parteimitglieder wie Gustav Just, die nach 1945 durch die stalinistische Form der Entnazifizierung Kommunisten geworden waren, bedeutete dies eine erneute Identitätskrise: Nach Hitler sei ein weiterer „falscher Götze“ entthront worden. Weitergehende Reformbewegungen, wie die der Gruppe Harich, wurden zerschlagen, die Beteiligten zu langjährigen Zuchthausstrafen verurteilt.
Der polnische Parteichef Bolesław Bierut erlitt nach der Parteitagsrede Chruschtschows einen Herzinfarkt. Am 12. März 1956 starb er in einem Moskauer Sanatorium. Die neue Parteiführung in Warschau unter Edward Ochab verordnete Preiserhöhungen und Lohnkürzungen. Nach Streiks und Arbeiterversammlungen kam es im Juni zum Posener Aufstand. Zehntausende Demonstranten versammelten sich im Zentrum der Stadt, skandierten „Nieder mit den Russen! Freiheit und Brot!“ und marschierten dann zum Gebäude der Geheimpolizei UB. Dort warfen einige Molotowcocktails auf das Gebäude und versuchten, es in Brand zu setzen. Daraufhin ließ die Warschauer Regierung Panzer auffahren und die Revolte niederschlagen: Es gab um die 90 Tote und 900 Verletzte. Als Rädelsführer angesehene Beteiligte wurden danach in Schauprozessen verurteilt. Dadurch wuchs die antisowjetische Stimmung in der Bevölkerung enorm.
Am 21. Oktober wurde Władysław Gomułka, der ehemalige Parteichef, der als innerparteilicher Gegner vier Jahre inhaftiert war, erneut zum Parteichef gewählt. Gomułka hielt drei Tage später vor mehreren Hunderttausend Menschen im Zentrum Warschaus eine Rede, in der er Reformen und einen „polnischen Weg zum Sozialismus“ versprach. Gomułka fuhr vom 16. bis 18. November nach Moskau und erreichte, dass mehrere Zehntausend Polen aus der Verbannung in Kasachstan und Sibirien zurückkehren konnten. Der sowjetische Marschall Konstantin Rokossowski, der Polens Verteidigungsminister war, sowie zahlreiche sowjetische Stabsoffiziere, die Schlüsselpositionen in den polnischen Streitkräften einnahmen, wurden nach Moskau zurückbeordert. Die Industriestadt Stalinogród bekam wieder ihren alten Namen Katowice. Die Bauern mussten nicht mehr den Kollektivgenossenschaften beitreten, bestehende Genossenschaften wurden oft aufgelöst. Tausende politischer Häftlinge wurden gerichtlich rehabilitiert.
Am 23. Oktober sammelten sich in Budapest zehntausende Studenten, die von dem polnischen Triumph gehört hatten, am Stalindenkmal, stürzten dieses um und zerschlugen es. Damit brach sich anders als in Polen ein Hass auf die eigene kommunistische Regierung Bahn. Ungarn hatte lange unter einem stalinistischen Regime gelitten. Dieses forderte nun sowjetische Hilfe an. Am 24. Oktober erreichten die russischen Panzer Budapest, konnten die Situation aber nicht beruhigen. Der Reformkommunist Imre Nagy, der die Sympathien der Bevölkerung genoss, erreichte jedoch am 30. Oktober den Abzug der Panzer. Bei den Siegesfeiern kam es zu Ausschreitungen gegen die ungarischen Stasimitglieder, zu Menschenjagd und Lynchjustiz.
Nachdem Nagy den Austritt Ungarns aus dem Warschauer Pakt verkündet hatte, ließ Chruschtschow die Rote Armee am 4. November erneut einmarschieren, um ein Auseinanderbrechen des Ostblocks zu verhindern. Bis zum 15. November dauerten die Kämpfe, bei denen 5.000 Menschen ihr Leben verloren (siehe Ungarischer Volksaufstand).
Mit der Verhaftung von 60.000 Ungarn, der Deportation der gesamten ungarischen Regierung, geheimen Schauprozessen und Todesurteilen gegen Nagy u. a. kehrte Chruschtschow zu den stalinistischen Herrschaftsmethoden zurück. Damit war sein Entstalinisierungsversuch praktisch beendet.

## Einstellung der Dampflokomotivproduktion

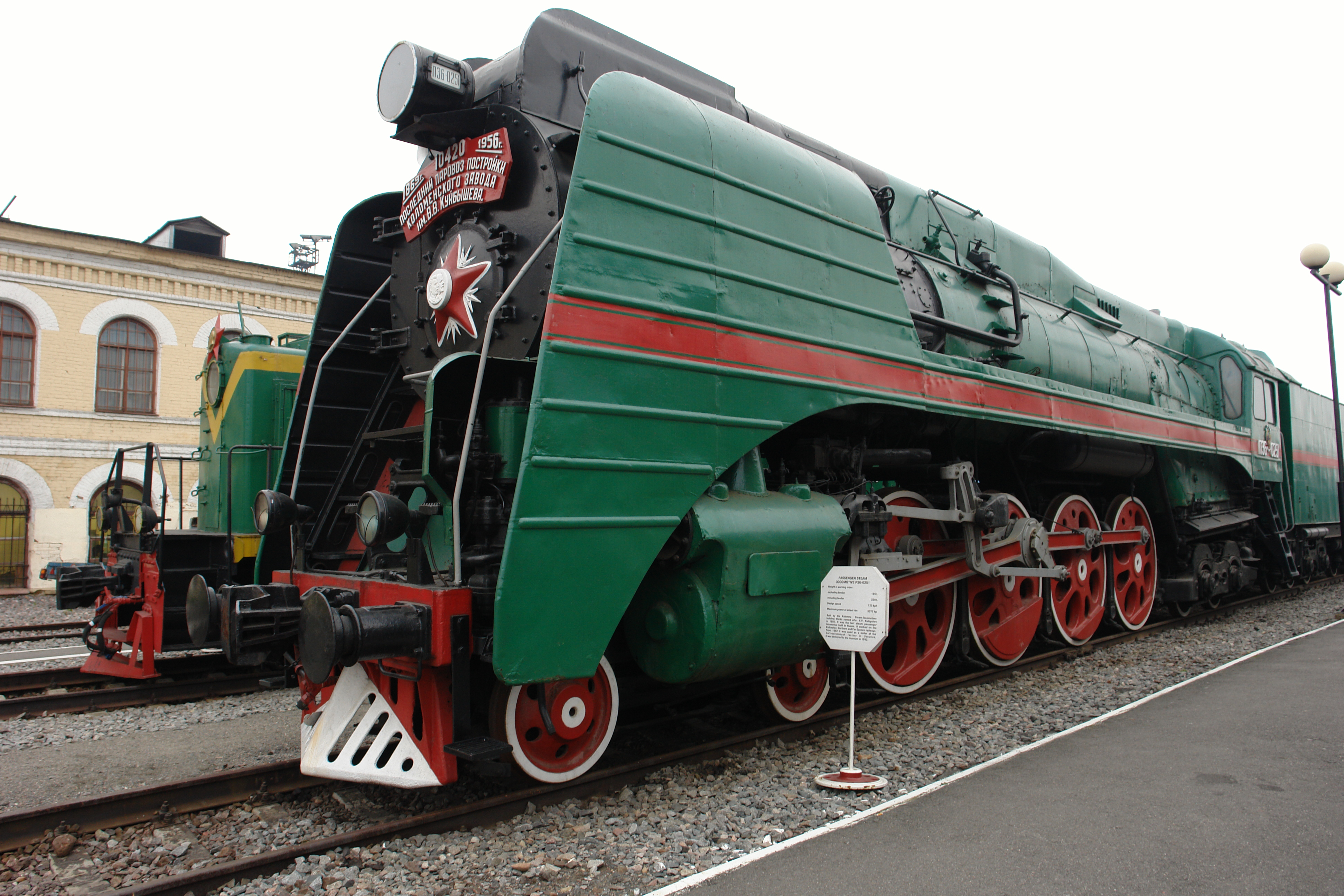
Die letzte sowjetische Personenzugdampflokomotive

Die zweite historisch bedeutsame Entscheidung des Parteitags war die Einstellung der Produktion von Dampflokomotiven. Der 20. Parteitag befasste sich mit einem Vermerk mehrerer bedeutender Fachleute, darunter Michail Schtschukin, Leiter der technischen Abteilung des Ministeriums für Schwermaschinenbau, über die Zweckmäßigkeit des Ersatzes von Dampflokomotiven durch moderne Lokomotivtypen. Infolgedessen wurde beschlossen, auf den sowjetischen Eisenbahnen mit der Masseneinführung von Diesel- und Elektrolokomotiven zu beginnen und den Bau von Dampflokomotiven einzustellen. Im selben Jahr produzierten die größten Dampflokomotivwerke der UdSSR, Kolomna und Woroschilowgrad, ihre letzten Dampflokomotiven, die Personenzuglokomotive P36-251 bzw. die Güterlokomotive LW-522. Stattdessen stellten diese Werke auf die Produktion von TE3-Diesellokomotiven um. Kurz nach dem Parteitag beschloss der Ministerrat der UdSSR außerdem, den Bau von Dampfschiffen und die Produktion von Dampfmaschinen für die Volkswirtschaft einzustellen. Die Ära des Dampfantriebs in der UdSSR neigte sich dem Ende zu.

## Einzelbelege
1. ↑  Schroeder, Klaus: Der SED-Staat - Geschichte und Strukturen der DDR, München 1998, S. 133
2. ↑  Zu den Auswirkungen des Parteitages auf die DDR vgl. Siegfried Prokop: Zwischen Tauwetter, Frühling und Frost – die DDR in den Monaten nach dem XX. Parteitag der KPdSU, in: Jahrbuch für Forschungen zur Geschichte der Arbeiterbewegung, Heft II/2006.
3. ↑  В. А. Раков: Локомотивы отечественных железных дорог 1856—1975. Транспорт, Moskau 1999, ISBN 5-277-02012-8, S. 9—10 (russisch).